# Капелаци (Виченца)
Капелаци је насеље у Италији у округу Виченца, региону Венето.
Према процени из 2011. у насељу је живело 225 становника. Насеље се налази на надморској висини од 395 м.